# Eilema aspersoides
Eilema aspersoides är en fjärilsart som beskrevs av De Toulgoët 1956. Eilema aspersoides ingår i släktet Eilema och familjen björnspinnare. Inga underarter finns listade i Catalogue of Life.